# Ilha Solteiradam
De Ilha Solteiradam is een hydro-elektrische stuwdam in de rivier de Paraná op de grens van de Braziliaanse deelstaten São Paulo en Mato Grosso do Sul.

## Beschrijving
De bouw van de 5,6 kilometer lange dam startte in 1967. Redenen voor de bouw waren de opwekking van elektriciteit, water vast houden ten behoeve van de irrigatie en een verbetering voor de scheepvaart. In 1973 begon de stroomproductie en in 1978 was het werk gereed.
In de dam is een waterkrachtcentrale opgenomen. Hier staan 20 Francisturbines opgesteld met een totaal vermogen van 3,4 gigawatt. In 2005 produceerde de centrale bijna 18 miljard kilowattuur aan elektriciteit.
Medio 2016 kocht het Chinese staatsbedrijf China Three Gorges Corporation de concessie om de centrale voor 30 jaar te beheren.

## Trivia
Op zo’n 50 kilometer stroomafwaarts ligt de Jupiádam die in dezelfde periode is gebouwd.